# پادمرکز کهکشانی

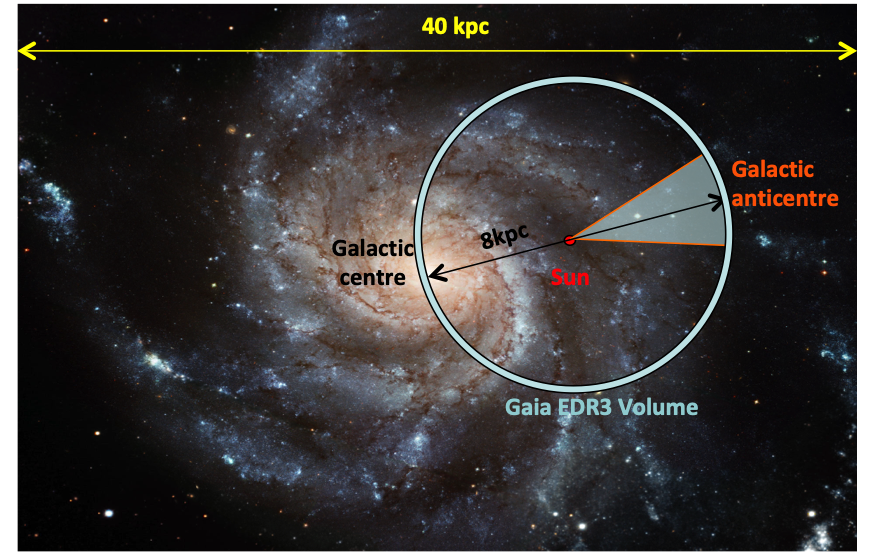
طرحی کلی از کهکشان راه شیری که جهت پادمرکز کهکشانی در آن نشان داده شده، آن‌طور که از منظومه شمسی دیده می‌شود.

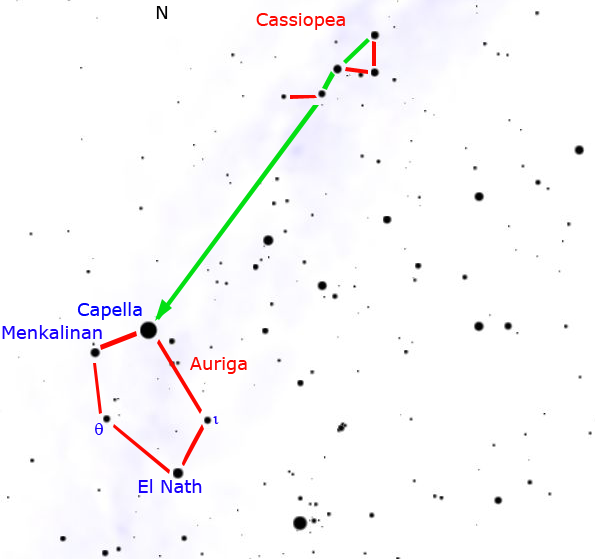
نقشه صورت فلکی ارابه‌ران. نطح (Elnath) ستاره پایین حلقه است.

پادمرکز کهکشانی (انگلیسی: Galactic anticenter) جهتی در فضا است که آن‌طور که از زمین دیده می‌شود، دقیقاً مخالف مرکز کهکشانی است. این جهت مربوط به نقطه ای از کره آسمان است. از دیدگاه یک ناظر روی زمین، پادمرکز کهکشانی در صورت فلکی ارابه‌ران قرار دارد و سحابی خرچنگ و ستاره درخشان نطح در نزدیک‌ترین نقطه به آن ظاهر می‌شوند. برای رصدگران با دوربین دوچشمی و تلسکوپ در مکان‌های دارای آسمان تاریک، ستاره HIP 27180 با قدر ۸٫۵ در نزدیک‌ترین نقطه به پادمرکز کهکشانی نقطه ظاهر می‌شود.

## موقعیت
بر پایه دستگاه مختصات کهکشانی، مرکز کهکشانی (در صورت فلکی کمان منطبق بر طول جغرافیایی ۰ درجه است، در حالی که پاد مرکز دقیقاً در ۱۸۰ درجه قرار دارد. در دستگاه مختصات استوایی، پادمرکز کهکشانی تقریباً در بعد ۰۵ساعت و ۴۶ دقیقه و میل '۵۶ °۲۸+ یافت می‌شود.